# Relayer
Relayer é o sétimo álbum da banda de rock progressivo Yes. É o único a contar com o tecladista Patrick Moraz (futuro Moody Blues), que entrou no lugar de Rick Wakeman, saído do grupo em 1974. Depois deste álbum, os membros passaram a se dedicar mais às suas carreiras solo, tal que o próximo álbum só seria lançado em 1977. 
Uma das maiores referências do rock progressivo britânico, a banda teve seu ápice no início dos anos 70, com os clássicos Fragile e Close To The Edge. Porém, em 1973, com o lançamento do controverso Tales From Topographic Oceans, uma das mais aclamadas formações do Yes teve seu fim com a saída do tecladista Rick Wakeman, e o acúmulo de críticas negativas levou muita gente a acreditar que tinham saído de vez do topo. Entretanto, Relayer recebeu recepções mistas a positivas dos críticos contemporâneos e retrospectivos, por trazer uma sensação e sonoridade diferentes do que havia sido apresentado pela banda até então, ao incorporar elementos de Jazz em suas canções. Ele alcançou o número 4 na UK Albums Chart e o número 5 na Billboard 200. Um single da seção de encerramento de "The Gates of Delirium", intitulado "Soon", foi lançado em janeiro de 1975. Relayer continuou a vender, e é certificado pela Associação da Indústria Fonográfica da América (RIAA) pela venda de mais de 500.000 cópias nos EUA. Foi remasterizado em 2003 e em 2014, ambos com faixas inéditas; o último inclui novas mixagens de som estéreo e surround 5.1 e faixas adicionais.

## História
Depois do ambicioso álbum duplo Tales from Topographic Oceans, Rick Wakeman deixou o grupo para se concentrar em sua carreira solo. Para conseguir um substituto, a banda fez diversas audições com diversos tecladistas, sendo que o mais próximo de conseguir o cargo foi o tecladista grego Vangelis. No entanto, ele acabou não entrando na banda por razões desconhecidas, mas sua aproximação com os integrantes do Yes foi importante para a futura empreitada dele com o vocalista Jon Anderson. Keith Emerson chegou a ser contactado pelo empresário da banda Brian Lane, mas Emerson, ainda desfrutando o auge da popularidade do ELP, refutou o convite com desdém. A banda continuou com as audições e acabou decidindo por Patrick Moraz, tecladista e pianista clássico suíço radicado na Inglaterra e que havia acabado de gravar com o Refugee.
O álbum tem o mesmo formato musical de Close to the Edge, de 1972: Um longo e imponente épico no primeiro lado, abrindo o LP, e duas longas músicas no segundo lado, porém mais curtas que a primeira, ambas com 9 minutos. "Gates of Delirium" é uma peça impactante de 22 minutos inspirada pelo livro Guerra e Paz de Leo Tolstoy. A letra se refere justamente à guerra, dizendo como ela é desnecessária e contando suas futilidades. É uma das músicas mais agressivas feitas pela banda, musical e liricamente falando. No entanto, aos 16 minutos ocorre um contraste, uma vez que a música torna-se bem mais suave e calma, como se outra começasse a partir daquele ponto. Daí até o final, esta melodia gentil continua e encerra o épico. Esta parte que difere do resto da música foi intitulada "Soon" e lançada como um single em 1975. O segundo lado começa com "Sound Chaser", uma música mais experimental e com grande influência do jazz, contendo elementos típicos do chamado Jazz rock (gênero que esteve em alta no final da década de 60 e na de 70 inteira) graças à influência de Moraz. Contém alguns improvisos por parte dos membros da banda e todos tocam um solo, tornando a música muito difícil de ser executada. Destacam-se a bateria rítmica, técnica e virtuosa de White, o sintetizador bem elaborado de Moraz, a guitarra ácida de Howe e o baixo rápido e ao mesmo tempo seguro de Squire. O álbum termina com "To Be Over", a música mais calma e melódica do disco, que conta com suaves arranjos no teclado acompanhados por uma guitarra Steel com pedal (também usada na primeira música) e uma cítara elétrica (ambas tocadas pelo guitarrista Steve Howe).
O nome do álbum vem da letra da música "The Remembering (High The Memory)", do álbum anterior. A capa foi desenhada por Roger Dean, artista responsável pela maioria das capas de álbuns da banda.
A reação da crítica para com Relayer, vindo depois de um álbum controverso, foi variada. Alguns disseram com pesar que o Yes estava "perdido" e "sem inspiração", enquanto outros afirmaram que esta era uma obra-prima e talvez o melhor álbum da banda. De qualquer forma, comercialmente falando, o álbum foi um sucesso, chegando a disco de ouro e entrando nas paradas de sucesso britânicas e estadunidenses. A última parte de "The Gates of Delirium", chamada Soon, foi editada no formato single e terminou sendo bastante veiculada em rádios por todo o mundo, inclusive o Brasil. Sem dúvida, o som de Relayer é bem diferente do que o Yes já havia produzido, criando novas atmosferas, com instrumentações e execuções extremamente complexas, vocais dramáticos e realísticos e temas diferenciados dos anteriores. Moraz havia se tornado o tecladista com maior número de equipamentos em concertos de rock, superado somente anos mais tarde por Geoff Downes no Asia.

## Gravação
A gravação do disco foi feita no estúdio pessoal de Chris Squire, em sua própria casa, em Surrey, Inglaterra. A mixagem e a pós-produção das músicas foram feitas nos estúdios Advision, em Londres.
Esta gravação deu um som especial aos sintetizadores e instrumentos de percussão. Moraz havia adquirido um sintetizador de última geração que ainda estava em estágio de desenvolvimento, um protótipo de sintetizador conseguido diretamente com o fabricante (no caso, era um Vako Orchestron). Isso deu às músicas sons mais modernos e efeitos até então inexistentes ou pouco explorados em sintetizadores, como barulhos de pessoas (como se estivessem num show) e vento (ambos efeitos usados na primeira música). Jon Anderson contou em 2003 que ele e White, a caminho da casa de Squire, compraram alguns pedaços de metal num ferro-velho, inventivamente usados no álbum como instrumentos de percussão (principalmente em "The Gates of Delirium"). Esses metais, juntos com as outras inovações, deram à música um tom mais denso e pesado, um som bem concreto. O álbum é o que tem mais gravações, mixagens e efeitos entre todos da vasta discografia do Yes.

## Faixas
Todas as músicas escritas por Jon Anderson, Steve Howe, Chris Squire, Patrick Moraz e Alan White.

### Lado 1
1. "The Gates of Delirium" - 21:50

### Lado 2
1. "Sound Chaser" - 9:26
2. "To Be Over" - 9:05

## Ficha técnica
- Jon Anderson - Vocal principal, Violão, Percussão
- Chris Squire - Baixo, Vocal de apoio
- Steve Howe - Guitarra, Violão, Guitarra Steel com pedal, Cítara elétrica, Vocal de apoio
- Patrick Moraz - Sintetizador, Teclado, Piano
- Alan White - Bateria, Percussão

| Críticas profissionais                                                      | Críticas profissionais |
| Avaliações da crítica                                                       | Avaliações da crítica  |
| Fonte                                                                       | Avaliação              |
| --------------------------------------------------------------------------- | ---------------------- |
| allmusic                                                                    | [ 5 ]                  |
| Pitchfork Media                                                             | [ 6 ]                  |
| Rolling Stone                                                               | (não avaliado)         |
| Esta tabela precisa de ser acompanhada por texto em prosa. Consulte o guia. |                        |

## Paradas
| Ano  | Parada                     | Posição |
| ---- | -------------------------- | ------- |
| 1975 | UK Albums Chart (RU)       | 4       |
| 1975 | Billboard Pop Albums (EUA) | 5       |

## Certificações
| Organização | Título        | Data |
| ----------- | ------------- | ---- |
| RIAA - EUA  | disco de ouro | 1974 |

## Relançamentos
1988 - Atlantic (CD)
1994 - Atlantic (CD Remasterizado)
1998 - JPN Edição Limitada (capa no estilo do LP)
2003 - Rhino (CD Remasterizado com faixas bônus)